# Négybalkezes
A Négybalkezes (eredeti cím: Les Fugitifs) 1986-ban bemutatott francia filmvígjáték, melyet Francis Veber írt és rendezett. A főbb szerepekben Pierre Richard és Gérard Depardieu látható.
A történet szerint a két főszereplő együtt próbál meg elmenekülni a rendőrök elől egy félresikerült bankrablás után.
A film amerikai változata is 1989-ben jelent meg, Három szökevény címen.

## Cselekmény
François Pignon munkanélküli özvegy végső kétségbeesésében megpróbál kirabolni egy bankot, de mivel elhúzza az időt, a rendőrök még a rablás befejezése előtt kiérkeznek. Túszul ejti Jean Lucast, a frissen szabadult bankrablót. Mivel a rendőrség azt gondolja, hogy Jean a rabló és a bankrabló a túsz, kis híján lelövik. Jean kénytelen kezébe venni az ügyet és a túszejtőjét túszul ejti, majd együtt menekülnek a rendőrség elől.
François lánya, Jeanne édesanyja halála óta nem beszél, ám az együtt menekülés során újra megszólal. Miután szem elől tévesztik, a rendőrök egy nevelőotthonban helyezik el, ahol állapota tovább romlik. A két férfi elrabolja, majd együtt menekülnek tovább Olaszországba. Az út végére megkedvelik egymást, és mire elérik Olaszországot, már mint egy boldog család tartanak együtt.

## Szereplők
| Szerep                              | Színész          | Magyar hang        | Magyar hang      |
| Szerep                              | Színész          | 1. szinkron (1988) | 2. szinkron      |
| ----------------------------------- | ---------------- | ------------------ | ---------------- |
| François Pignon                     | Pierre Richard   | Dózsa László       | Tahi Tóth László |
| Jean Lucas                          | Gérard Depardieu | Bubik István       | Hegedűs D. Géza  |
| Jeanne Pignon                       | Anaïs Bret       | Zsigmond Tamara    |                  |
| Dr. Martin, nyugalmazott állatorvos | Jean Carmet      | Dobránszky Zoltán  |                  |
| Duroc parancsnok                    | Maurice Barrier  | Fülöp Zsigmond     |                  |
| Labib                               | Jean Benguigui   | Ujlaki Dénes       |                  |
| Labib csatlósa                      | Roland Blanche   | Kiss Gábor         |                  |
| Dr. Gilbert                         | Michel Blanc     | Tolnai Miklós      |                  |

## Díjak és jelölések
César-díj
- 1987: jelölés – legjobb férfi mellékszereplő: Jean Carmet
- 1987: jelölés– legjobb forgatókönyv: Francis Veber

## Érdekességek
Pierre Richard és Gérard Depardieu összesen három filmben alkottak párost.